# Nyctophilus bifax
Nyctophilus bifax (Thomas, 1915) è un pipistrello della famiglia dei Vespertilionidi diffuso in Australia e Nuova Guinea.

## Descrizione

### Dimensioni
Pipistrello di piccole dimensioni, con la lunghezza della testa e del corpo tra 35 e 56 mm, la lunghezza dell'avambraccio tra 38 e 45 mm, la lunghezza della coda tra 34 e 46 mm, la lunghezza delle orecchie tra 20 e 25 mm e un peso fino a 13,2 g.

### Aspetto
La pelliccia è corta e composta da peli tricolori. Le parti dorsali sono bruno-cannella, mentre le parti ventrali sono leggermente più chiare. Il muso è tronco, con un disco carnoso all'estremità dove si aprono le narici e dietro al quale è presente un rigonfiamento poco sviluppato, ricoperto di peli e attraversato longitudinalmente da un solco superficiale. Gli occhi sono piccoli. Le orecchie sono lunghe, larghe ed unite sulla fronte da una membrana cutanea. Le membrane alari sono nerastre e attaccate posteriormente alla base delle dita dei piedi, L'estremità della lunga coda si estende leggermente oltre l'ampio uropatagio.

## Biologia

### Comportamento
Si rifugia in piccoli gruppi sotto le cortecce esfoliate, la densa vegetazione, cavità degli alberi e case. Il volo è lento e fluttuante. Entra in uno stato di ibernazione a temperature esterne più fredde.

### Alimentazione
Si nutre di insetti catturati a meno di tre metri dal suolo lungo i margini forestali o corsi d'acqua.

### Riproduzione
Danno alla luce due piccoli alla volta tra ottobre e novembre. Gli accoppiamenti avvengono nel mese di maggio.

## Distribuzione e habitat
Questa specie è diffusa in Nuova Guinea e lungo le coste nord-orientali dello stato australiano del Queensland.
Vive nelle foreste pluviali, monsoniche, ripariali, foreste secche di sclerofille e boschi fino a 400 metri di altitudine.

## Conservazione
La IUCN Red List, considerato il vasto areale e l'assenza di minacce rilevanti, classifica N.bifax come specie a rischio minimo (Least Concern)).